# Pseudautomeris salmonea
Pseudautomeris salmonea is een vlinder uit de familie nachtpauwogen (Saturniidae), onderfamilie Hemileucinae.
De wetenschappelijke naam van de soort is voor het eerst geldig gepubliceerd door Pieter Cramer in 1777.